# 釜谷浜海水浴場

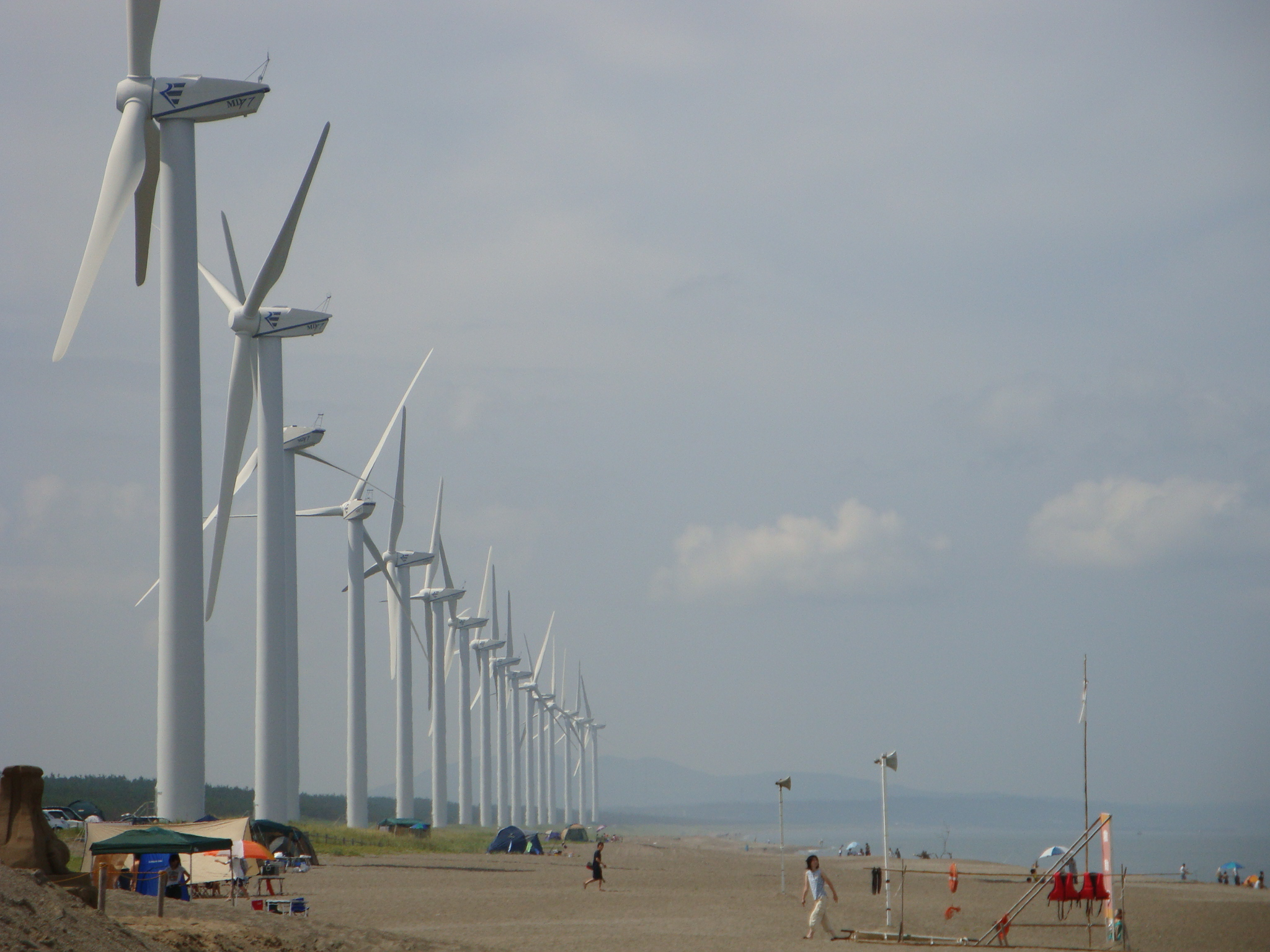
釜谷浜から南にかけて三種風力発電所がある。

釜谷浜海水浴場（かまやはまかいすいよくじょう）は、日本の秋田県山本郡三種町大口釜谷にある海水浴場。日本の水浴場88選、快水浴場百選に選出されている。

## 概要
汀線100m、砂浜幅500mの自然のままの海岸である。北に世界遺産白神山地、南に男鹿半島を望む景観の良さと夕日が見える事から「サンセットビーチ釜谷浜」とも呼ばれる。県内でも水のきれいな海水浴場として評価され、2001年（平成13年）日本の水浴場88選、2006年（平成18年）に環境省による快水浴場百選に選出されるなどしており多くの海水浴客が訪れる。またキャンプ場も併設されており、釜谷浜森林公園が隣接し、付近には八竜砂丘温泉がある。

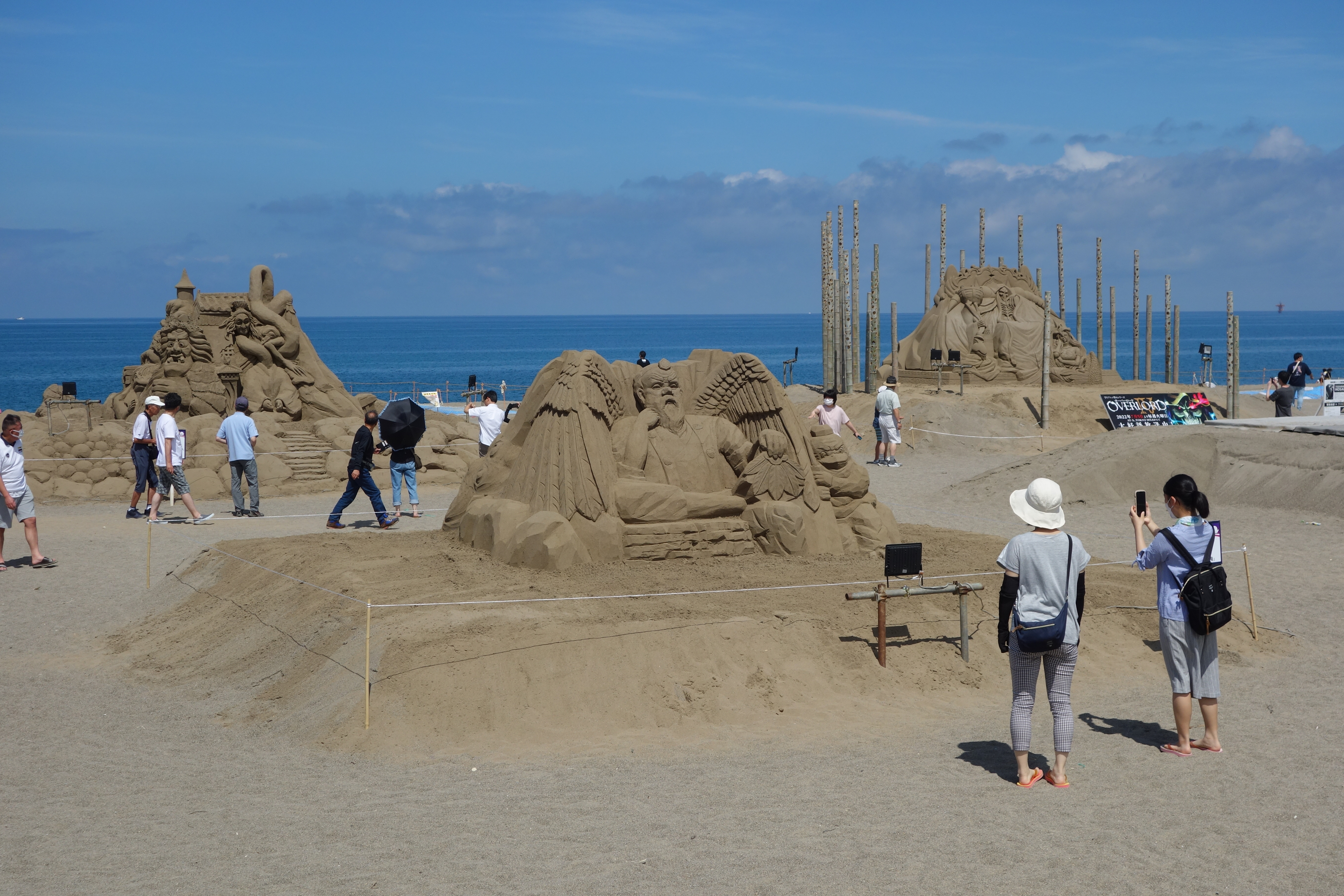
サンドクラフト2022inみたね

旧八竜町時代の1997年（平成9年）以降毎年7月最終の土日には砂像コンテストを中心としたイベントである「サンドクラフトinみたね」が開催され、制作された砂像は8月末まで展示されている。

## 利用

### 釜谷浜海水浴場
- 開設期間 ：7月上旬 - 8月下旬。
- 利用者数 ：年間約12万人。
- 利用料金 ：入場無料。
- 設備 ：公衆トイレ、炊事場、シャワー、駐車場（約1,100台収容）。

### 釜谷浜海水浴場キャンプ場
| 駐車場                       | 1,100台（無料）                                                         |
| 入場可能車両                 | 乗用車、トレーラー、キャンピングカー、オートバイ、自転車                |
| サイト内乗入可否             | 乗入可（砂浜内への乗入は四輪駆動推奨）                                  |
| サイトのタイプ               | フリーサイト                                                            |
| サイトの地面                 | 砂浜、芝生                                                              |
| サイト数                     | テント約30張                                                            |
| 利用タイプ                   | 日帰り、宿泊                                                            |
| 使用料                       | 無料                                                                    |
| 場内施設                     | トイレ、炊事場、遊歩道                                                  |
| レンタル可能用品             | なし                                                                    |
| 決済方法                     | なし                                                                    |
| 営業期間                     | 通年 ※炊事場・トイレは5月1日～10月下旬までの開放                        |
| チェックイン／チェックアウト | 自由                                                                    |
| 管理人勤務時間               | 常時不在                                                                |
| 問合せ先                     | 三種町商工観光交流課 TEL：0185-85-4830 Mail：shoko@town.mitane.akita.jp |

## 交通アクセス
鉄道
東日本旅客鉄道（JR東日本） 奥羽本線 森岳駅下車、車で約20分。
自動車
秋田自動車道 琴丘森岳ICを下り、車で約20分。
秋田自動車道 八竜ICを下り、車で約15分。